# Nedertorneå, Finland
Nedertorneå (finska: Alatornio) var en kommun i dåvarande Lapplands län i Finland. Sedan den 1 januari 1973 utgör Nedertorneå en del av Torneå kommun. Nedertorneå hade år 1970 8 575 invånare och omfattade en yta av 927,4 km². Kommunen låg på Torne älvs östra strand och gränsade i väster till staden Torneå samt Sverige och Haparanda kommun, Karunki och Övertorneå kommuner i norr samt i öster kommunerna Tervola, Kemi landskommun (efter 1979 Keminmaa) och Kemi stad.
Motsvarande församlingar, Karunki, Nedertorneå och Torneå stadsförsamling, slogs 2007 ihop för att bilda Torneå församling.

## Historia

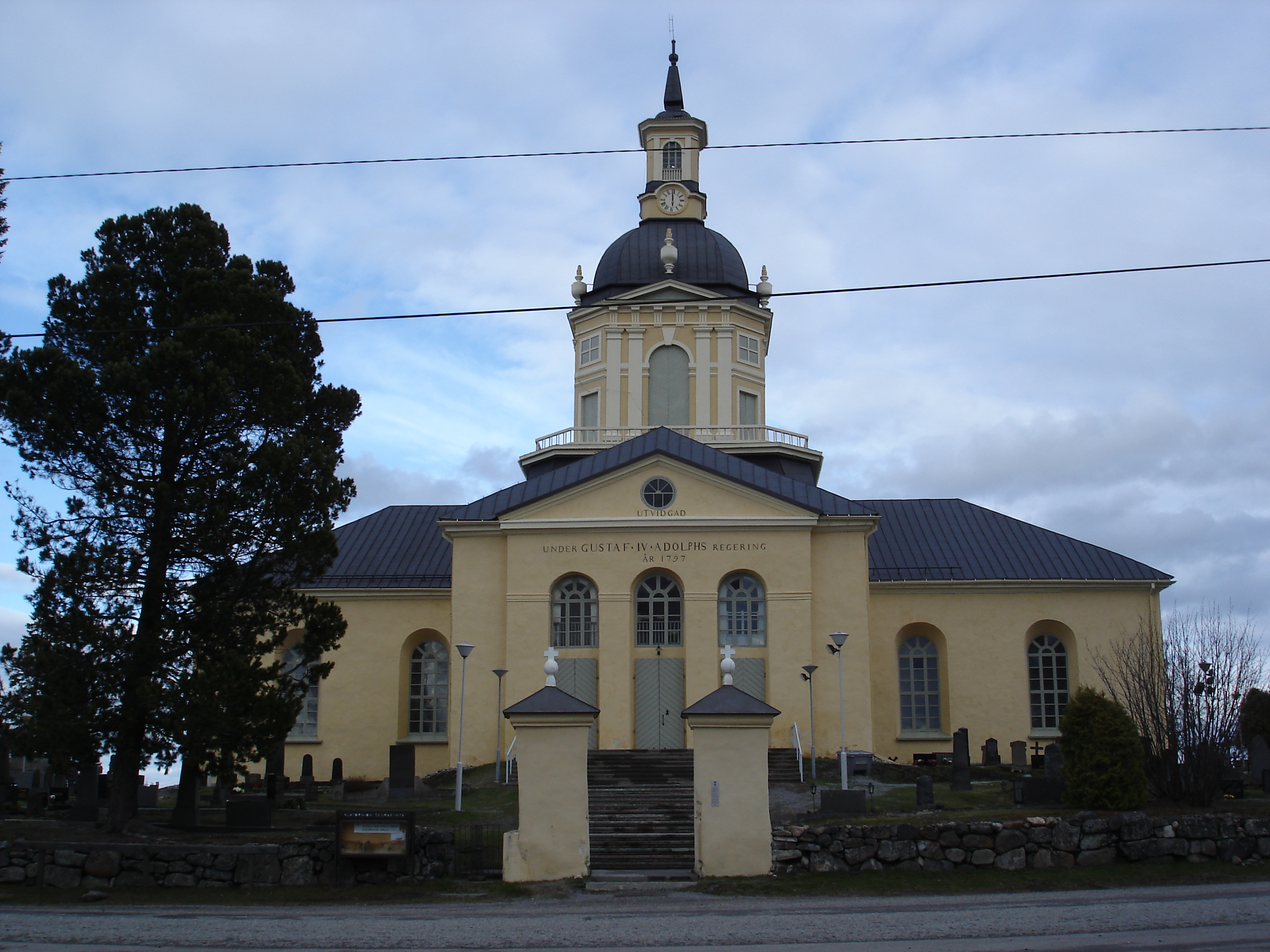
Nedertorneå kyrka på Björkö, färdigställd 1797.

Nedertorneå kommuns område tillhörde före Freden i Fredrikshamn 1809 Sverige och Västerbottens län och kom därefter att tillhöra Uleåborgs län. Genom länsdelningen 1938 tillhörde kommunen nya Lapplands län.
1 januari 1957 överfördes ett område med 1 140 personer till Torneå stad.

## Politik

### Mandatfördelning i Nedertorneå kommun, valen 1964–1968
Statistik över kommunalval i Finland finns tillgänglig för enskilda kommuner från valet 1964 och framåt. Publikationen över kommunalvalet 1968 var den första som redovisade komplett partitillhörighet.
| 8 | 3 | 16 |

| 7 |  | 2 |  | 16 |

## Demografi

### Befolkningsutveckling
| Befolkningsutvecklingen i Nedertorneå kommun 1880–1970 | Befolkningsutvecklingen i Nedertorneå kommun 1880–1970 | Befolkningsutvecklingen i Nedertorneå kommun 1880–1970 | Befolkningsutvecklingen i Nedertorneå kommun 1880–1970 | Befolkningsutvecklingen i Nedertorneå kommun 1880–1970 |
| ------------------------------------------------------ | ------------------------------------------------------ | ------------------------------------------------------ | ------------------------------------------------------ | ------------------------------------------------------ |
|                                                        |                                                        |                                                        |                                                        |                                                        |
| År                                                     |                                                        |                                                        | Folkmängd                                              |                                                        |
| 1880                                                   | 1880                                                   |                                                        | 4 906                                                  |                                                        |
| 1890                                                   | 1890                                                   |                                                        | 5 601                                                  |                                                        |
| 1900                                                   | 1900                                                   |                                                        | 6 398                                                  |                                                        |
| 1910                                                   | 1910                                                   |                                                        | 7 382                                                  |                                                        |
| 1920                                                   | 1920                                                   |                                                        | 8 667                                                  |                                                        |
| 1930                                                   | 1930                                                   |                                                        | 9 217                                                  |                                                        |
| 1940                                                   | 1940                                                   |                                                        | 9 120                                                  |                                                        |
| 1950                                                   | 1950                                                   |                                                        | 9 704                                                  |                                                        |
| 1960                                                   | 1960                                                   |                                                        | 8 862                                                  |                                                        |
| 1970                                                   | 1970                                                   |                                                        | 8 575                                                  |                                                        |